# キュウリスープ
キュウリスープとは、キュウリを主原料としたスープのこと。様々な国や地域の料理にあるが、大別して、キュウリの漬物を用いたものと、生のキュウリを用いたものがある。

## キュウリの漬物を用いたスープ
キュウリの漬物を用いたキュウリスープはポーランド及びリトアニアの伝統的なスープの一種である。ポーランド語ではズパオグルコヴァ（ Zupa ogórkowa</img>  Zupa ogórkowa）、あるいは単にオグルコヴァ（ogórkowa）と呼称される。キュウリピクルスとジャガイモを主たる材料とするが、ジャガイモの代わりとして米が用いられることもある。

同様のスープとしてはラッソーリニクが挙げられ、こちらはロシア及びウクライナで一般的である。

## 生のキュウリを用いたキュウリスープ
生のキュウリを用いたキュウリスープには、キュウリや香辛料、他の野菜や果物などを混ぜ合わせて冷たくしたものもあれば、何らかのスープで調理し、温製または冷製で食べるものもある。

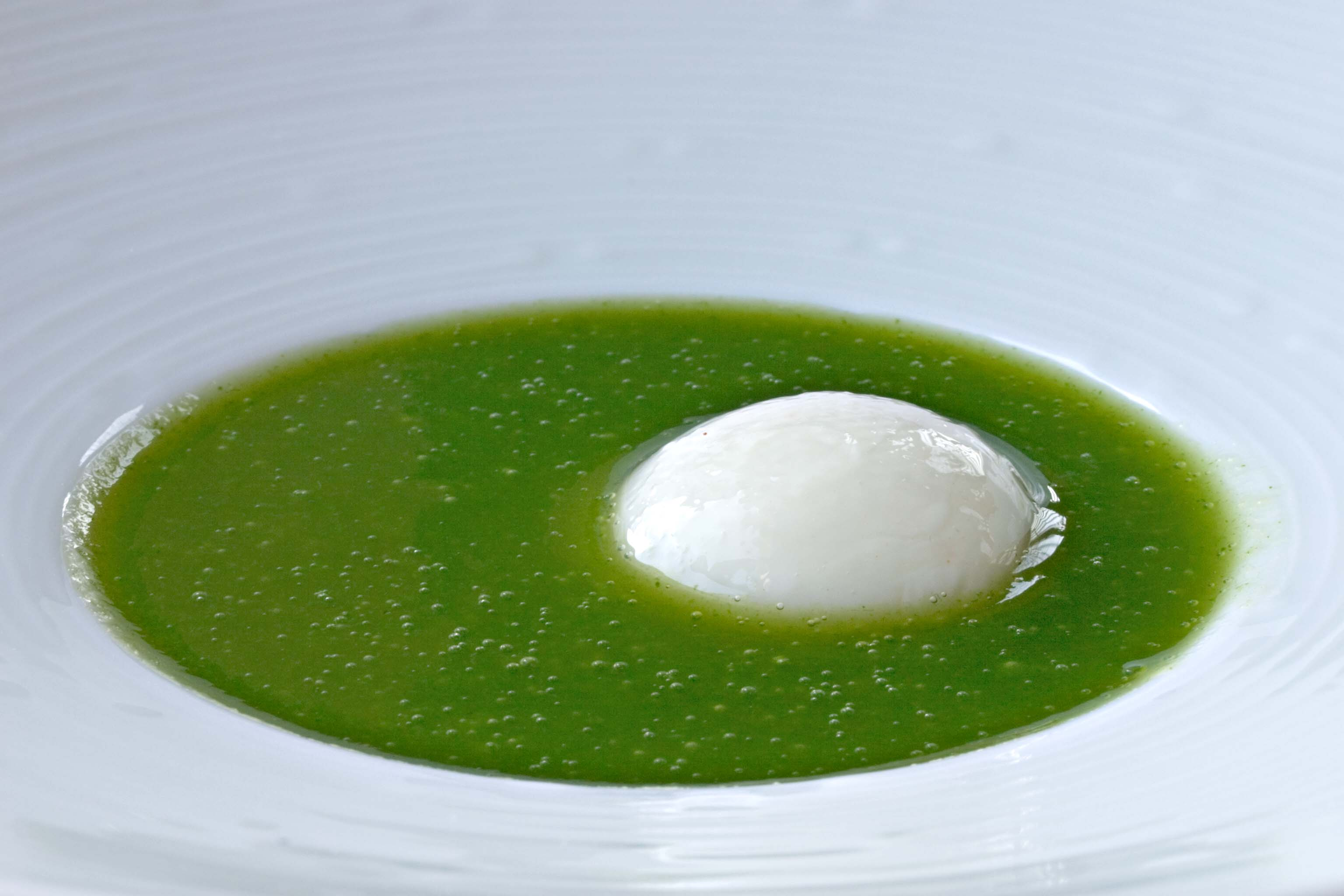
ヨーグルト餃子入りの生のキュウリを使ったキュウリミントスープ
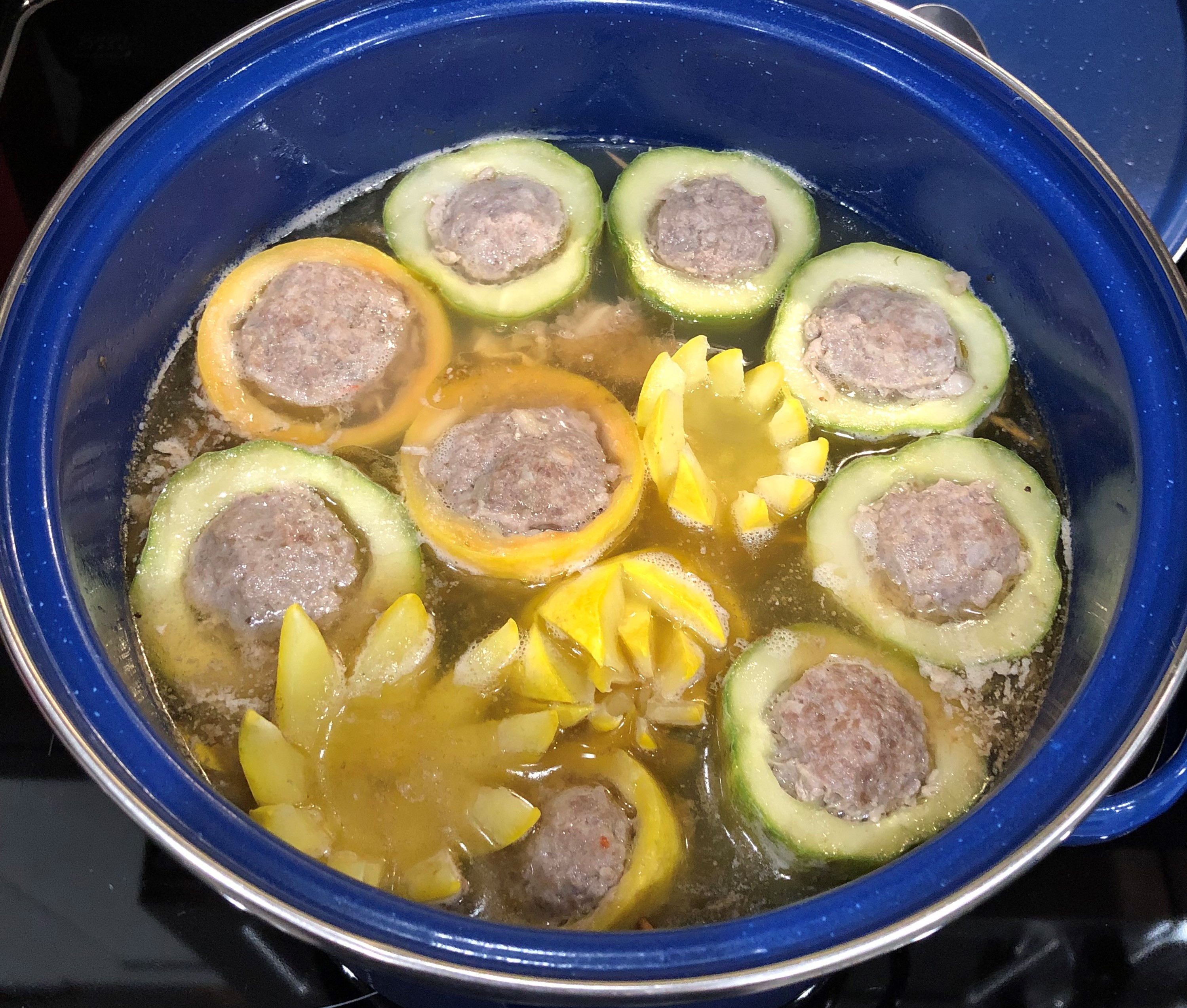
キュウリとズッキーニの肉詰めを具とした、豚肉のスープ